# Liste der Kulturdenkmäler in Heimweiler
In der Liste der Kulturdenkmäler in Heimweiler sind alle Kulturdenkmäler der rheinland-pfälzischen Ortsgemeinde Heimweiler aufgeführt. Grundlage ist die Denkmalliste des Landes Rheinland-Pfalz (Stand: 2. August 2023).

## Einzeldenkmäler
| Bezeichnung          | Lage                                                  | Baujahr                              | Beschreibung | Bild            |
| -------------------- | ----------------------------------------------------- | ------------------------------------ | --- | --------------- |
| Wohnhaus             | Heimberg, Hauptstraße, bei Nr. 81 Lage                | um 1800                              | Fachwerkhaus, teilweise verschiefert, um 1800                                                                                | BW              |
| Kriegerdenkmal       | Heimberg, Kirchweg, auf dem Friedhof Lage             | um 1925                              | Kriegerdenkmal 1914/18, Sandsteinpfeiler, um 1925, nach 1945 erweitert                                                       | BW              |
| Wohnhaus             | Krebsweiler, Auf dem Acker 5 Lage                     | 18. oder Anfang des 19. Jahrhunderts | Fachwerkhaus, 18. oder Anfang des 19. Jahrhunderts                                                                           | BW              |
| Hofanlage            | Krebsweiler, Hauptstraße 4 Lage                       | 1827                                 | Hofanlage; Fachwerkhaus, bezeichnet 1827                                                                                     | BW              |
| Wohnhaus             | Krebsweiler, Im Oberdorf 3 Lage                       | Mitte des 18. Jahrhunderts           | barockes Fachwerkhaus, verputzt und verschiefert, Mitte des 18. Jahrhunderts, im Kern eventuell älter                        | BW              |
| Wohnhaus             | Krebsweiler, Im Oberdorf 6 Lage                       | 18. Jahrhundert                      | barockes Fachwerkhaus, teilweise massiv, 18. Jahrhundert                                                                     | Fotos hochladen |
| Rathaus              | Krebsweiler, Im Oberdorf, bei Nr. 6 Lage              | 1704                                 | ehemaliges Rathaus; barocker Fachwerkbau, teilweise massiv, bezeichnet 1704                                                  | Fotos hochladen |
| Wohnhaus             | Krebsweiler, Im Oberdorf 10 Lage                      | 18. Jahrhundert                      | barockes Fachwerkhaus, teilweise massiv, Torfahrt, 18. Jahrhundert                                                           | BW              |
| Wohnhaus             | Krebsweiler, Im Oberdorf 14 Lage                      | 1863                                 | spätklassizistisches Wohnhaus, bezeichnet 1863                                                                               | BW              |
| Kriegerdenkmal       | Krebsweiler, Im Oberdorf, am Friedhof Lage            | 1925                                 | Kriegerdenkmal 1914/18, Sandsteinpfeiler, bezeichnet 1925, Bildhauer Johann Nesseler Söhne, Lauterecken, nach 1945 erweitert | BW              |
| Hofanlage            | Krebsweiler, Kirner Straße 23 Lage                    | zweite Hälfte des 18. Jahrhunderts   | Hakenhof; spätbarocker Krüppelwalmdachbau, Fachwerk verputzt, zweite Hälfte des 18. Jahrhunderts                             | BW              |
| Hofanlage            | Krebsweiler, Kirner Straße 25 Lage                    | Mitte des 19. Jahrhunderts           | Dreiseithof; Fachwerkhaus verputzt und verschiefert, Mitte des 19. Jahrhunderts, Nebengebäude bezeichnet 1881                | BW              |
| Untere Horbachsmühle | Krebsweiler, nordwestlich des Ortes an der L 182 Lage | Mitte des 19. Jahrhunderts           | Dreiseithof, Mitte des 19. Jahrhunderts; Wohnhaus, teilweise Fachwerk, Mühle mit Krüppelwalmdach                             | BW              |
| Obere Horbachsmühle  | Krebsweiler, nordwestlich des Ortes an der L 182 Lage | 19. Jahrhundert                      | Krüppelwalmdachbau und Mühle, teilweise verschieferte Fachwerkhäuser, 19. Jahrhundert                                        | BW              |